# XVI Cuerpo de Ejército (Alemania)
El XVI Cuerpo de Ejército (XVI Armee-Korps (mot.)) fue una unidad militar del Heer y un Cuerpo de Ejército alemán a comienzos de la Segunda Guerra Mundial.

## Historia
El XVI Cuerpo de Ejército fue activado como sede para las unidades motorizadas en febrero de 1938 en Berlín, situado en el III Distrito Militar. Participó en la ocupación de la zona de los Sudetes de Checoslovaquia en octubre de 1938.
El Cuerpo de Ejército no se constituyó como un departamento territorial, sino por la jefatura de las tres divisiones blindadas del ejército. Durante la movilización para la Segunda Guerra Mundial en el verano de 1939, el personal se movilizó. 
El Cuerpo fue asignado al 10.º Ejército de la invasión alemana de Polonia y al Grupo de Ejércitos B durante la invasión de Francia. Durante la campaña de Francia, el cuerpo participó en las batallas de Hanny y Gembloux. El 17 de febrero de 1941, el cuartel general del cuerpo fue inactivado con el fin de formar el 4.º Grupo Panzer.

## Comandantes
- Teniente General Heinz Guderian - (4 de febrero de 1938 - 24 de noviembre de 1938)
- General Coronel Erich Hoepner – (24 de noviembre de 1938 - 17 de febrero de 1941)

## Jefes de Estado Mayor
- Mayor general Friedrich Paulus – (1 de mayo de 1939)
- Coronel Ferdinand Heim – (1 de agosto de 1939 - 1 de marzo de 1940)
- Coronel Walter Chales de Beaulieu – (1 de marzo de 1940)

## Jefes de Operaciones (Ia)
- Coronel Johannes Baeßler – (1 de abril de 1938 - 10 de noviembre de 1938)
- Teniente coronel Ferdinand Heim – (10 de noviembre de 1938 - 1 de agosto de 1939)
- Teniente coronel Walter Chales de Beaulieu - (1939 - 1 de marzo de 1940)
- Teniente coronel Ulrich Bürker – (1 de marzo de 1940 - agosto de 1940)
- Teniente coronel Joachim von Schön-Angerer – (agosto de 1940)

## Teatro de operaciones
- Polonia - (septiembre de 1939 – mayo de 1940)
- Francia - (mayo de 1940 – febrero de 1941)

## Orden de batalla

### 1939
| Fecha      | Ejército      | Grupo de Ejércitos | Localización    |
| Septiembre | 10.º Ejército | Sur                | Radom, Varsovia |
| Diciembre  | 6.º Ejército  | B                  | Bajo Rin        |

### 1940
| Fecha      | Ejército      | Grupo de Ejércitos | Localización              |
| Enero      | 6.º Ejército  | B                  | Bajo Rin                  |
| Mayo       | z.Vfg.        | B                  | Bélgica, Norte de Francia |
| Julio      | z.Vfg.        | B, E               | Heimat                    |
| Septiembre | 18.º Ejército | B                  | Prusia Oriental           |

### 1941
| Fecha | Ejército      | Grupo de Ejércitos | Localización    |
| Enero | 18.º Ejército | B                  | Prusia Oriental |

### 1 de septiembre de 1939
| Divisiones                  | Tropa de Ejércitos             | Tropas                         |
| 1.ª División Panzer         | 654.º Batallón Antitanque      | 30.º Comandante de Artillería  |
| 3.ª División Panzer         | 62.º Batallón de Ingenieros    | 62.º Batallón de Transmisiones |
| 14.ª División de Infantería | 617.º Regimiento de Ingenieros | 473.º Cuerpo de Intendencia    |
| 31.ª División de Infantería |                                |                                |

### 27 de noviembre de 1939
| Divisiones                  | Tropa de Ejércitos             | Tropas                         |
| 7.ª División de Infantería  | 654.º Batallón Antitanque      | 30.º Comando de Artillería     |
| 31.ª División de Infantería | 62.º Batallón de Ingeniero     | 62.º Batallón de Transmisiones |
| 14.ª División de Infantería | 617.º Regimiento de Ingenieros | 473.º Cuerpo de Intendencia    |
| 3.ª División Panzer         |                                |                                |

### 1 de diciembre de 1939
| Divisiones                  | Tropa de Ejércitos                                                     | Tropas                         |
| 7.ª División de Infantería  | 560.º Batallón Pesado Panzerabwehr, 654.º Batallón Pesado Panzerabwehr | 30.º Comandante de Artillería  |
| 31.ª División de Infantería | 52.ª Compañía Antiaérea, 55.ª Compañía Antiaérea                       | 102.º Comando de Artillería    |
| 14.ª División de Infantería | 627.º Regimiento de Artillería                                         | 106.º Comando de Artillería    |
|                             | 606.º Regimiento de Artillería                                         |                                |
|                             | 610.º Regimiento de Artillería                                         | 62.º Batallón de Transmisiones |
|                             | II./697.º Regimiento de Artillería                                     |                                |
|                             | II./55.º Regimiento de Artillería                                      | 473.º Cuerpo de Intendencia    |
|                             | II./60.º Regimiento de Artillería                                      |                                |
|                             | II./49.º Regimiento de Artillería                                      |                                |
|                             | II./54.º Regimiento de Artillería                                      |                                |
|                             | II./46.º Regimiento de Artillería                                      |                                |
|                             | II./53.º Regimiento de Artillería                                      |                                |
|                             | II./56.º Regimiento de Artillería                                      |                                |
|                             | II./58.º Regimiento de Artillería                                      |                                |
|                             | 605.º Batallón de Artillería Pesada                                    |                                |
|                             | 634.º Batallón de Artillería Pesada                                    |                                |
|                             | 624.º Batallón de Artillería Pesada                                    |                                |
|                             | 631.º Batallón de Artillería Pesada                                    |                                |
|                             | 698.ª Batería de Artillería Pesada                                     |                                |
|                             | Beobachtungs-Abteilung 7                                               |                                |
|                             | Beobachtungs-Abteilung 14                                              |                                |
|                             | Beobachtungs-Abteilung 38                                              |                                |
|                             | Kommandeur der Nebeltruppe                                             |                                |
|                             | Nebelwerfer-Abteilung 2                                                |                                |
|                             | Nebelwerfer-Abteilung 3                                                |                                |
|                             | Pionier-Bataillon 260                                                  |                                |
|                             | Brückenkolonne B 422                                                   |                                |
|                             | Brückenkolonne B 401                                                   |                                |
|                             | Brückenkolonne B 602                                                   |                                |
|                             | Brückenkolonne B 603                                                   |                                |
|                             | Brückenkolonne B 609                                                   |                                |
|                             | Brückenkolonne B 639                                                   |                                |
|                             | Brückenkolonne B 430                                                   |                                |
|                             | Brückenkolonne B 427                                                   |                                |
|                             | Brückenkolonne B 636                                                   |                                |

### 15 de abril de 1940
| Divisiones          | Tropa de Ejércitos                     | Tropas                         |
| 3.ª División Panzer | II. /49.º Regimiento de Artillería     | 30.º Comando de Artillería     |
|                     | Brückenkolonne Pi 62                   | 62.º Batallón de Transmisiones |
|                     | MG-Bataillon 9 (ohne 1. Kp)            | 473.º Cuerpo de Intendencia    |
|                     | 654.º Batallón Antitanque              |                                |
|                     | 6./59.ª Compañía Antiaérea             |                                |
|                     | 3./Regimiento de Instrucción Antiaérea |                                |
|                     | 5./23.º Regimiento Antiaéreo           |                                |

### 8 de junio de 1940
| Divisiones                   | Tropa de Ejércitos | Tropas                         |
| 3.ª División Panzer          |                    | 30.º Comando de Artillería     |
| 33.ª División de Infantería  |                    | 62.º Batallón de Transmisiones |
| 4.ª División Panzer          |                    | 473.º Cuerpo de Intendencia    |
| 4.ª División de Infantería   |                    |                                |
| SS-Verfügungstruppe          |                    |                                |
| Regimiento "Adolf Hitler" SS |                    |                                |

### 1 de enero de 1941
| Divisiones          | Tropa de Ejércitos        | Tropas                         |
| 6.ª División Panzer | 101.º Batallón Panzer (F) | 30.º Comando de Artillería     |
| 1.ª División Panzer | Brücken-Bau-Bataillon 683 | 62.º Batallón de Transmisiones |
|                     |                           | 473.º Cuerpo de Intendencia    |